# Památník proti válce a fašismu

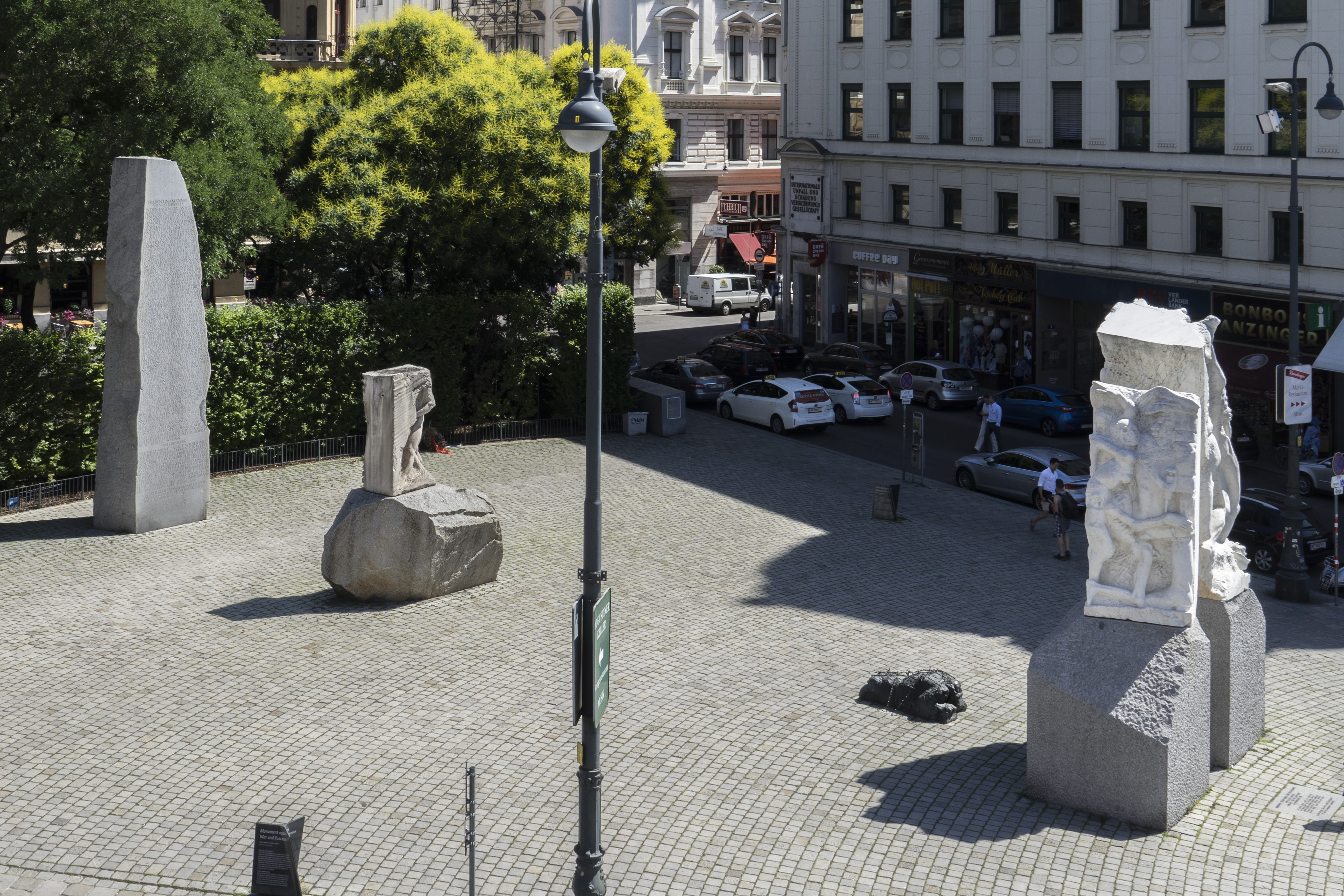
Památník proti válce a fašismu na náměstí Helmuta Zilka

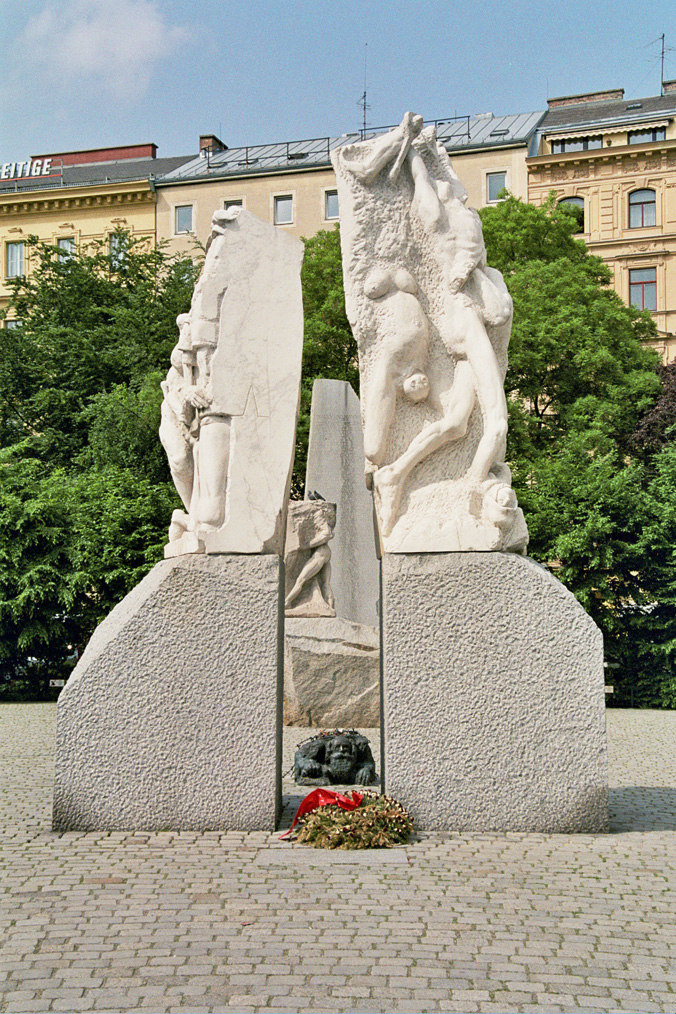
Brána násilí s bronzovou sochou klečícího Žida

Památník proti válce a fašismu je dílem rakouského sochaře Alfreda Hrdlicky. Od roku 1988 je instalován na vídeňském náměstí Helmuta Zilka (do roku 2009 součást náměstí Albertinaplatz) – naproti Paláci arcivévody Albrechta. Pomník, kterým lze procházet, má připomínat nejtemnější epochu rakouských dějin. Je věnován všem obětem války a fašismu.

## Historie
Na stejném místě dříve stál Philipphof, velmi reprezentativní velký obytný dům z vilhelmovského období, který byl 12. března 1945 zničen při spojeneckém náletu. V protileteckém krytu pod troskami zahynulo podle odhadu nejméně 300 lidí. Bylo však nalezeno pouze 180 těl, záchranné práce byly ukončeny v důsledku dalších náletů a když nebyla naděje najít další živé. Ruiny byly v roce 1947 srovnány se zemí. Pozemek, který je ve vlastnictví státu, již nebyl zastavěn.
V rakouském vzpomínkovém roce 1988 (50 let od anexe Německem a 70 let od vzniku republiky) zde z iniciativy starosty Helmuta Zilka nechalo město Vídeň postavit „Památník proti válce a fašismu“. O návrh a provedení se postaral rakouský sochař Alfred Hrdlicka. Pomník byl odhalen 24. listopadu 1988. Šlo o první monumentální pomník ve veřejném prostoru, který se zabýval rakouskou minulostí v době nacismu.

## Pomník
V přední části náměstí stojí Brána násilí. Je vyrobena ze žuly, jako je ta, kterou tisíce vězňů táhly po schodech smrti v lomu koncentračního tábora Mauthausen. Plastika nalevo má připomínat oběti masového vraždění páchaného nacisty v Mauthausenu i v jiných táborech a věznicích, jakož i oběti politického odboje a pronásledování z důvodu národnostní, náboženské a etnické příslušnosti, psychické a fyzické kondice, zdravotního postižení a sexuální orientace. Skupina postav na pravém sloupu brány je věnována památce všech obětí války. Tělo rodící ženy bez tváře má symbolizovat znovuzrození Rakouska po hrůzách války.
Kromě politických odpůrců byli prvními oběťmi nacionálně socialistických vládců Židé. Po anšlusu (anexi) Rakouska k Německé říši dne 12. března 1938 byli Židé nuceni vydrhnout ulice od prorakouských a protinacistických hesel. Bronzová plastika klečícího Žida, který drhne ulici, připomíná tuto degradaci a ponížení, jež předcházelo nelítostnému pronásledování a vraždění židovských občanů bezprostředně po anšlusu.
Orfeus vstupující do Hádu - mužská postava vyčnívající z bloku mramoru - je památníkem obětí bombardování a obětí těch, kdo s nasazením života vzdorovali národnímu socialismu. Postava Orfea je symbolem mnoha mrtvých pohřbených pod náměstím - ještě několik dní po náletu bylo stále slyšet klepání, aniž by se lidé dočkali pomoci. Orfeus, který se dostal do podsvětí jako smrtelník, tam hledal svou ženu Eurydiku. Podobně jako obětem nočního bombardování v březnu 1945 se Eurydice nepodařilo vrátit do světa živých.
Dne 27. dubna 1945, kdy se v západním Rakousku ještě bojovalo, vyhlásili zástupci nových nebo obnovených politických stran ve Vídni prostřednictvím rakouské deklarace nezávislosti znovuzaložení Rakouské republiky. Na kameni Republiky jsou zvěčněny úryvky z Deklarace nezávislosti a jména jejích signatářů. Je vyroben z mauthausenské žuly z lomu Perg Trommelberg, váží 57 tun, je vysoký 8,4 metru a je tedy největším monolitem, jaký byl kdy dodán z lomů Mühlviertel.

## Galerie

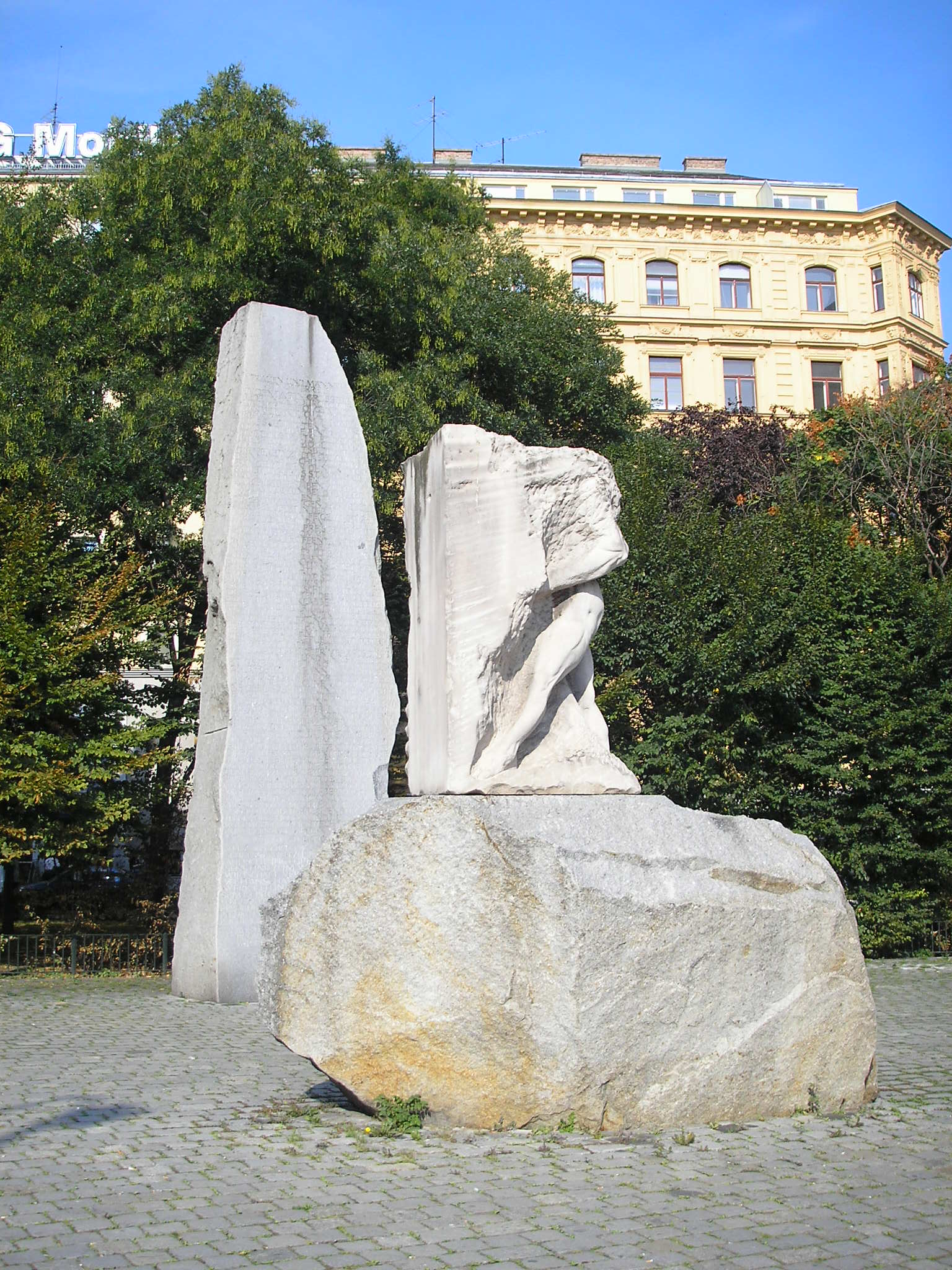
„Orfeus vstupující do Hádu“, v pozadí „Káme Republiky“
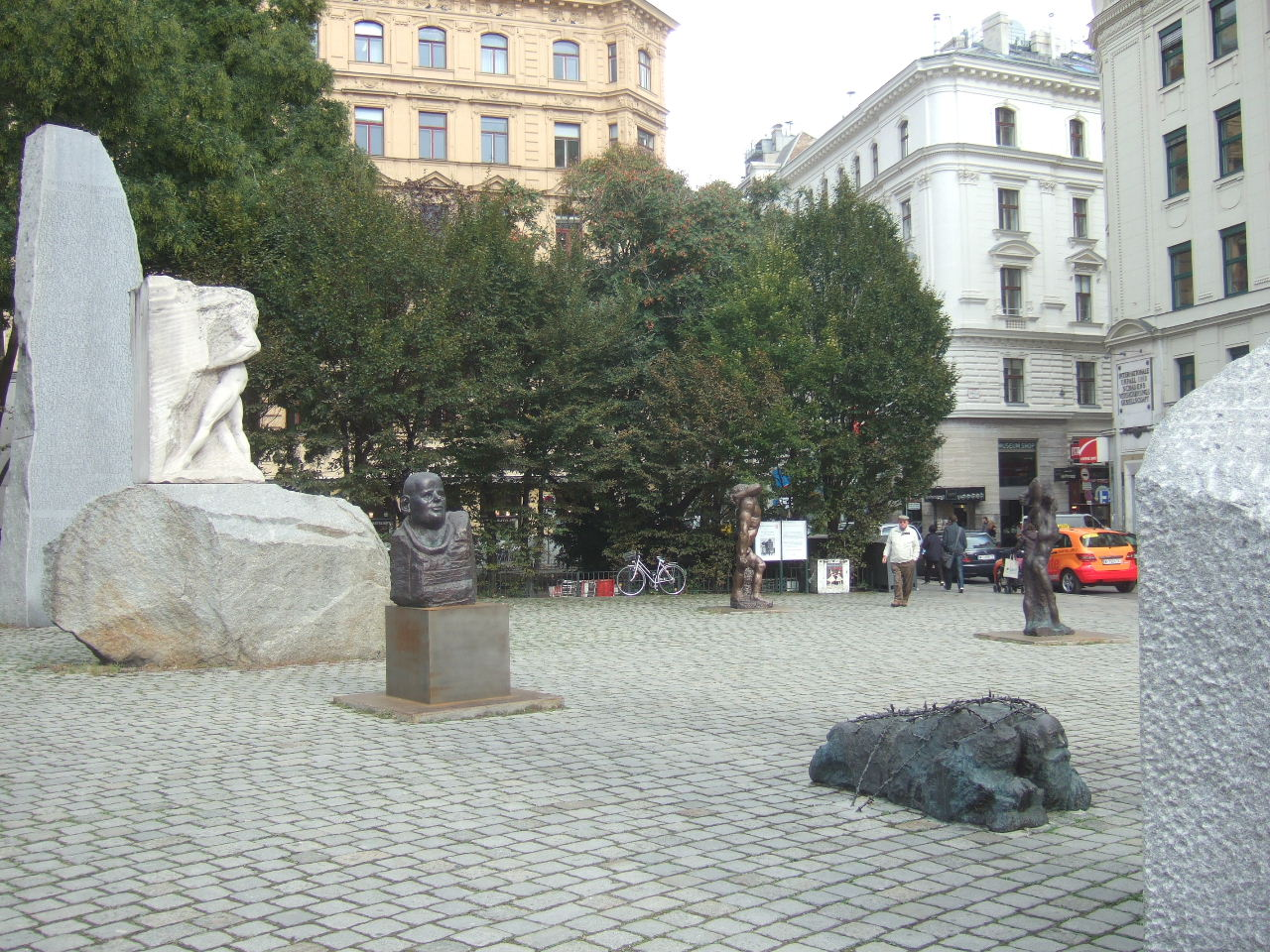
Památník se třemi sochami doplněnými později: „Portrét Bonhoeffera“/ „Orpheus II“ (vzadu vlevo)/„Orpheus I“ (vzadu vpravo)
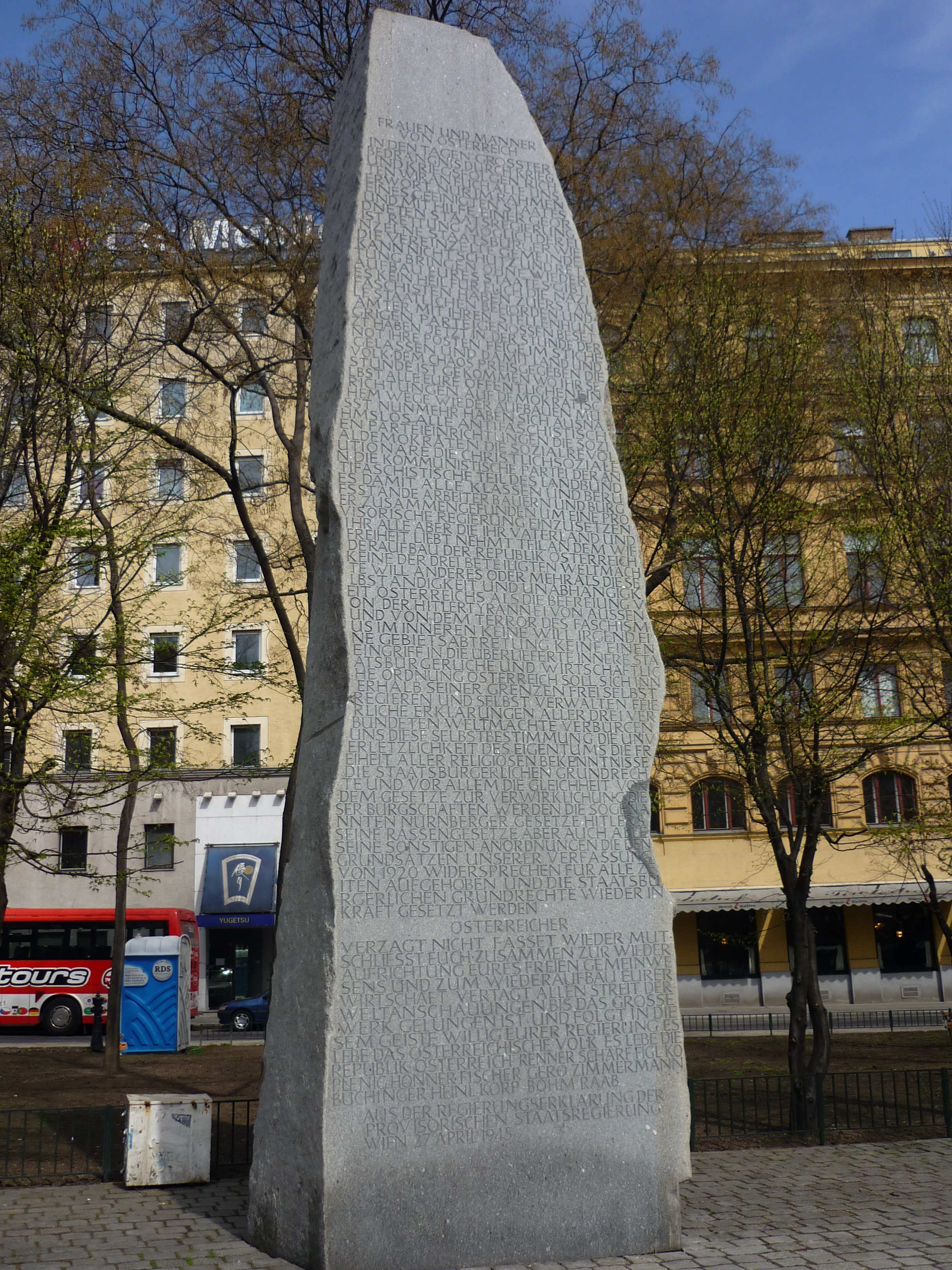
„Kámen Republiky“
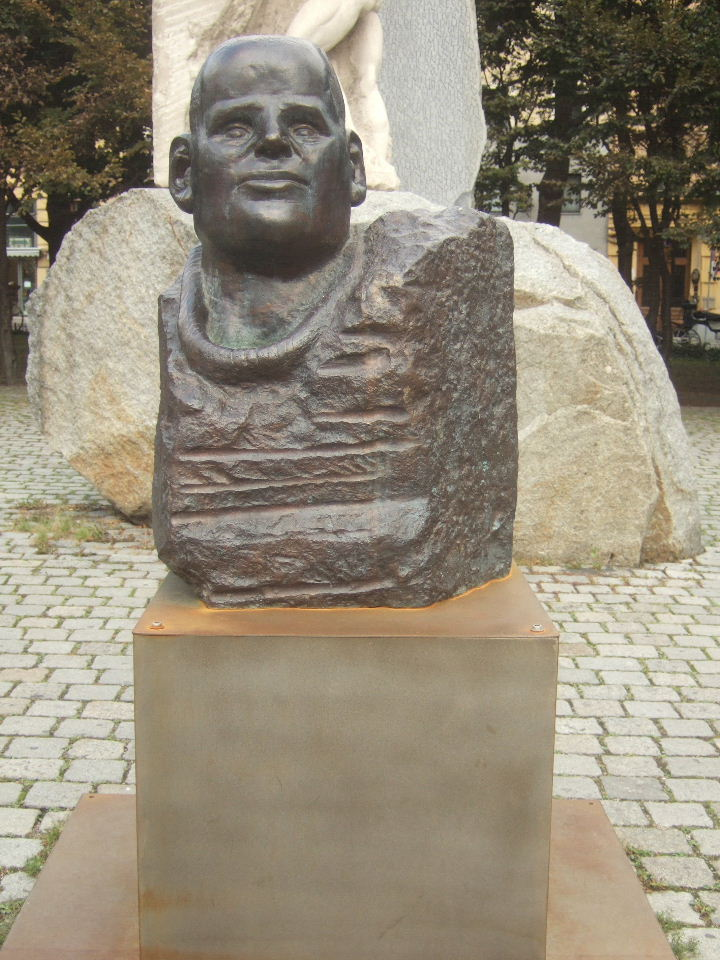
„Portrét Bonhoeffera“ (1977)
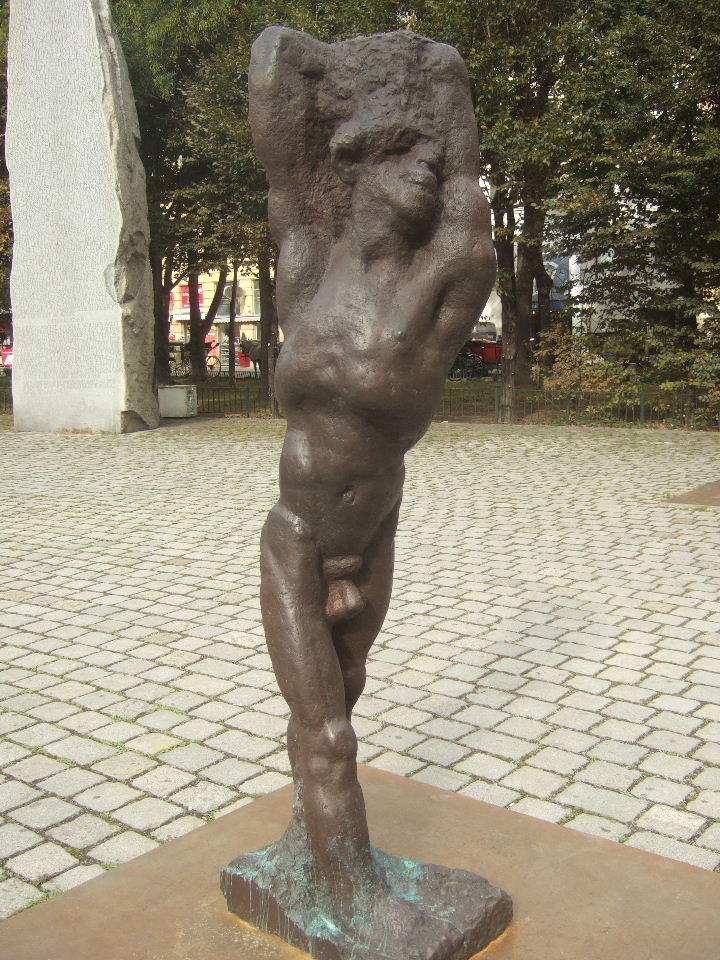
„Orpheus I“ (1963)
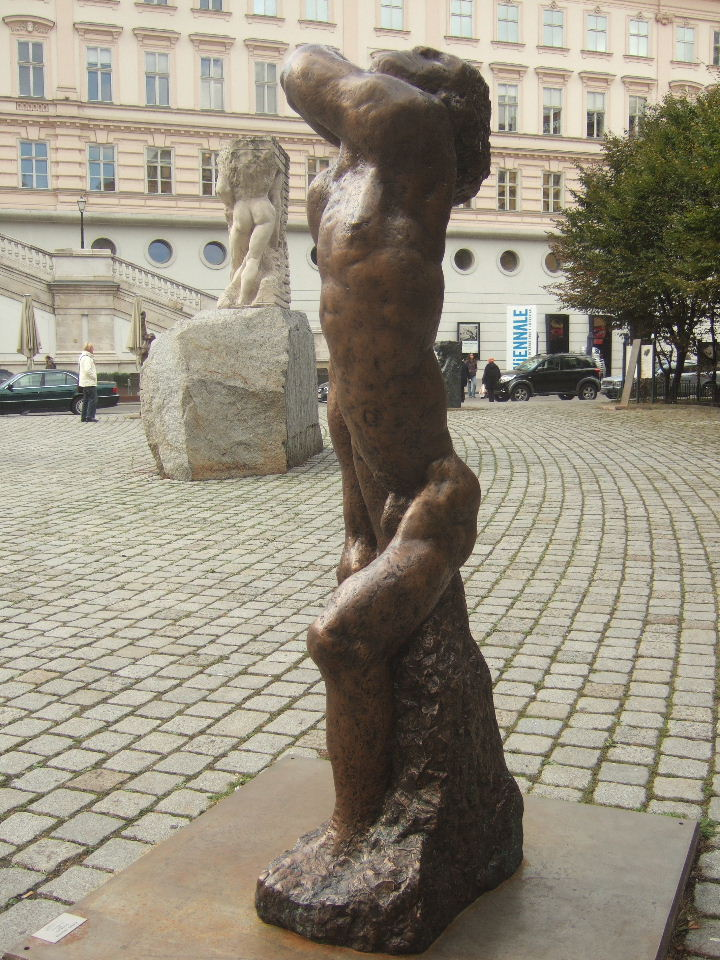
„Orpheus II“ (1963)
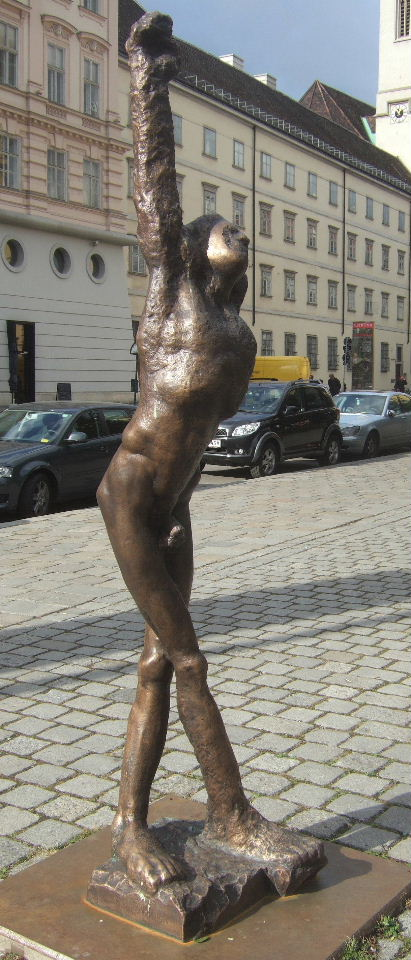
„Marsyas I“ (1955/57 – 1962)
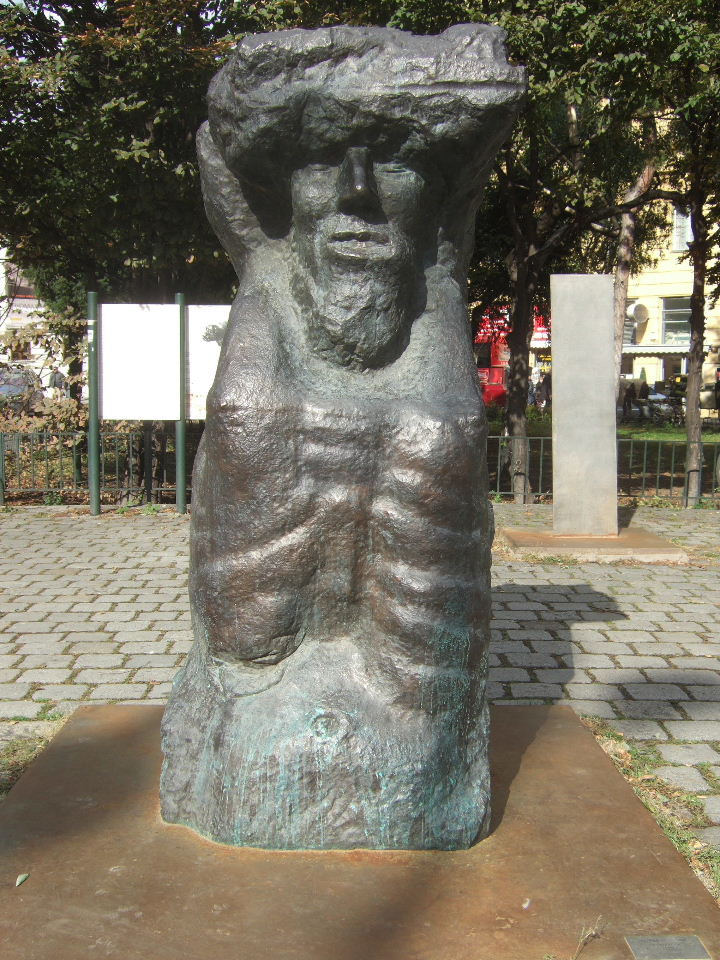
„Inkarnace“ (1994 – 1996)

## Přijetí
Instalaci památníku provázela v té době kritika. Někteří si nechtěli připomínat roli Rakušanů za národního socialismu, jiní považovali umístění poblíž Státní opery a Albertiny za urážlivé. Na druhou stranu byl kritizován termín „všechny oběti války“. Plastika vpravo zobrazuje padlého vojáka Wehrmachtu s ocelovou přilbou ležící na zemi. Zástupci izraelských náboženských komunit, jako Simon Wiesenthal, považovali zobrazení židovských obětí za nedůstojné a zasadili se o samostatný památník pro židovské oběti, který byl v roce 2000 postaven na náměstí Judenplatz.
Plastika Žida drhnoucího ulici mnohými nebyla chápána jako součást památníku, někteří návštěvníci si na ni sedali, když si chtěli odpočinout. Alfred Hrdlicka v reakci na to umístil na záda sochy kusy železného ostnatého drátu, aby dalšímu sedání na sochu zabránil.
V průběhu let si památník získal všeobecné uznání a nyní je hojně navštěvovaným místem.